# Avions (revue)
Avions est une revue française bimestrielle consacrée à l’histoire de l’aviation. Elle parait depuis 1993.

## Généralités
Sous-titrée « Toute L'Aéronautique et Son Histoire », Avions est un magazine bimestriel d'histoire de l’aviation présentant des forces aériennes et des pilotes remarquables. Elle couvre toutes les périodes de l'histoire de l'aviation depuis ses débuts, et dans de nombreux pays. Certains sujets sont développés sur plusieurs numéros. La revue se présente sous un format A4 comportant 62 à 64 pages, illustrée de nombreuses photographies en noir et blanc ou couleur, de dessins, d'écorchés, et plusieurs pages de profils en couleur.
Le premier exemplaire date de mars 1993. La revue a la réputation d'être[réf. nécessaire] originale et bien documentée. Elle présente la particularité d'évoquer des sujets couvrant toutes les périodes de l'aviation militaire.
Trente-et-un numéros hors série ont également été publiés. Chacun traite soit d'un aspect d'une bataille aérienne, soit de l'usage opérationnel d'un appareil particulier. Ils comportent des photographies inédites et des profils couleurs[Quoi ?].